# Chapsa kalbii
Chapsa kalbii är en lavart som beskrevs av Frisch. Chapsa kalbii ingår i släktet Chapsa och familjen Graphidaceae.   Inga underarter finns listade i Catalogue of Life.